# Стоні (мова)
Стоні — також накота, накода, ісґа, раніше — асінібойн Альберти — мова з дакотської підгрупи сіуанських мов. Дакотські мови складають діалектний континуум, що складається з мов санте-сіссетон, янктон-янктонай (дакота), тетон (лакота), ассінібойн та стоні.
Стоні є найбільш лінгвістично розбіжним з дакотських діалектів і був описаний як «на межі стати окремою мовою». Стоні — єдиний сиуанський народ, який повністю живе в Канаді, а мовою стоні говорять п'ять груп в Альберті.
Офіційні мовні опитування не проводились для жодної громади, де розмовляють стоні, але нею ймовірно розмовляють кілька тисяч людей, насамперед у громаді Морлі.

## Зв'язок з асінібойн
Найближчий мовний родич стоні — асінібойн. Їх часто плутають один з одним через їх тісний історичний та мовний зв'язок, але вони взаємно не зрозумілі. Стоні або розвинувся з асінібойна, або обидві мови розвинулися з одного загального мови-предка.

## Фонологія
На стоні було зроблено дуже мало мовної документації та описових досліджень. Однак варіанти стоні демонструють широку фонологічну схожість з деякими важливими розбіжностями.
Наприклад, такі фонеми зустрічаються в стоуні громади Морлі, якою розмовляють у резервації Морлі:
|              |              | Губно-губні | Ясенні | Заясенні | Палатальні | Задньо-язикові | Глоткові | Гортанні |
| ------------ | ------------ | ----------- | ------ | -------- | ---------- | -------------- | -------- | -------- |
| Проривні     | глухі        | p           | t      |          |            | k              |          |          |
| Проривні     | дзвінкі      | b           | d      |          |            | g              |          |          |
| Африкати     | глухі        |             |        | t͡ʃ       |            |                |          |          |
| Африкати     | дзвінкі      |             |        | d͡ʒ       |            |                |          |          |
| Фрикативні   | глухі        |             | s      | ʃ        |            |                | ħ        | h        |
| Фрикативні   | дзвінкі      |             | z      | ʒ        |            |                | ʕ        |          |
| Носові       | Носові       | m           | n      |          |            |                |          |          |
| Апроксиманти | Апроксиманти | w           |        |          | j          |                |          |          |

|         | Передні | Центральні | Задні |
| ------- | ------- | ---------- | ----- |
| Високі  | i, ĩ    |            | u, ũ  |
| Середні | е       |            | о     |
| Низькі  |         | a, ã       |       |

Для порівняння, ось ці фонеми характеризують стоні, якою розмовляють в Алексіс Накота Сіу, де підтримується загальний сиуанський тристоронній контраст між рівними, аспірованими та викидними проривними:
|              | Губні     | Зубні     | Піднебінні   | Задньоязичні | Глоткові | Гортанні |
| ------------ | --------- | --------- | ------------ | ------------ | -------- | -------- |
| Проривні     | p, pʰ, pʼ | t, tʰ, tʼ |              | k, kʰ, kʼ    |          | ʔ        |
| Африкати     |           |           | t͡ʃ, t͡ʃʰ, t͡ʃʼ |              |          |          |
| Фрикативи    |           | s, z      | ʃ, ʒ         | x, ɣ         |          | h        |
| Носові       | m         | n         |              |              |          |          |
| Напівголосні | w         |           | j            |              |          |          |

Варто зауважити, що стоні Алексіс має інноваційну довжину голосних, що не зустрічається в інших дакотанських діалектах. Алексіс стоні також має довгі і носові середні голосні звуки:
|         | Передні | Центральні | Задні   |
| ------- | ------- | ---------- | ------- |
| Високі  | i, ī, ĩ |            | u, ū, ũ |
| Середні | е, ē, ẽ |            | o, ō, õ |
| Низькі  |         | a, ā, ã    |         |

## Приклади слів (включно цифрами)
- Один — Wazhi
- Два — Nûm
- Три — Yamnî
- Четверо — Ktusa
- П'ять — Zaptâ
- Чоловік — Wîca
- Жінка — Wîyâ
- Сонце — Wa
- Місяць — Hâwi
- Вода — Mini

## Фонетичні відмінності від інших дакотських мов
Наступна таблиця показує деякі основні фонетичні відмінності між стоні, асінібойн та трьома діалектами (лакота, янктон-янктонай та санте-сіссетон) мови сіу.
| Сіу     | Сіу            | Сіу            | Сіу           | Сіу           | Асінібойн | Стоні   |            |
| Лакота  | Західна Дакота | Західна Дакота | Східна Дакота | Східна Дакота |           |         | значення   |
|         | янктонай       | янктон         | сісетон       | санте         |           |         |            |
| ------- | -------------- | -------------- | ------------- | ------------- | --------- | ------- | ---------- |
| Lakȟóta | Dakȟóta        | Dakȟóta        | Dakhóta       | Dakhóta       | Nakhóta   | Nakhóda | самоназва  |
| lowáŋ   | dowáŋ          | dowáŋ          | dowáŋ         | dowáŋ         | nowáŋ     | nowáŋ   | співати    |
| ló      | dó             | dó             | dó            | dó            | nó        | nó      | твердження |
| čísčila | čísčina        | čísčina        | čístina       | čístina       | čúsina    | čúsin   | малий      |
| hokšíla | hokšína        | hokšína        | hokšína       | hokšída       | hokšína   | hokšín  | хлопчик    |
| gnayáŋ  | gnayáŋ         | knayáŋ         | hnayáŋ        | hnayáŋ        | knayáŋ    | hna     | обманювати |
| glépa   | gdépa          | kdépa          | hdépa         | hdépa         | knépa     | hnéba   | блювота    |
| kigná   | kigná          | kikná          | kihná         | kihná         | kikná     | gihná   | заспокоїти |
| slayá   | sdayá          | sdayá          | sdayá         | sdayá         | snayá     | snayá   | змащувати  |
| wičháša | wičháša        | wičháša        | wičhášta      | wičhášta      | wičhášta  | wičhá   | чоловік    |
| kibléza | kibdéza        | kibdéza        | kibdéza       | kibdéza       | kimnéza   | gimnéza | тверезіти  |
| yatkáŋ  | yatkáŋ         | yatkáŋ         | yatkáŋ        | yatkáŋ        | yatkáŋ    | yatkáŋ  | пити       |
| hé      | hé             | hé             | hé            | hé            | žé        | žé      | той        |